# Уніфікована система документації
Уніфіко́вана систе́ма документа́ції (УСД) — система документації, що створена за єдиними правилами та вимогами і містить інформацію, необхідну для управління у певній сфері діяльності.
Уніфікована система організаційно-розпорядчої документації — система документації, що використовується для вирішення організаційно-розпорядчих завдань управління.

## Державний класифікатор управлінської документації
Назви і кодові позначення затверджених уніфікованих форм документів згруповані у Державному класифікаторі управлінської документації  за їх належністю до певних систем документації. Класифікатор визначає три ступені розподілу. Кожна уніфікована форма документа ідентифікується за допомогою цифрових позначень. 
Уніфікована система організаційно-розпорядчої документації, включена до Державного класифікатора управлінської документації як самостійна система, являє собою сукупність стандартів, інструкцій та методичних рекомендацій щодо їх використання, спрямованих на встановлення обмежень і визначення вимог до побудови та оформлення певного виду документів. Уніфікована система організаційно-розпорядчої документації охоплює такі уніфіковані форми документів: акт, графік відпусток, доповідна записка, інструкція, положення, постанова, правила, наказ, протокол, розпорядження, рішення тощо — всього 73 уніфіковані форми документів.
Уніфіковані форми документів, що забезпечують певні функції керування, об'єднуються в групи документів, однакових або близьких за призначенням, тобто класи.
Зміни і доповнення вносяться до Державного класифікатору управлінської документації у випадку реорганізації державного управління в Україні, зміни назв класів або скасування окремих форм, що входять до тієї чи іншої системи.

## Стандарти
Основою для уніфікації управлінських документів, яка визначає загальні принципи на яких в Україні створюються взаємопов'язані комплекси документів, уніфікованих форм і систем, є державний стандарт Уніфікована система організаційно-розпорядчої документації. Вимоги до оформлювання документів ДСТУ 4163-2003.
Цими стандартом встановлено, що визначений уніфікований перелік видів документів має створюватися шляхом заповнення відповідних уніфікованих форм. Уніфіковані форми традиційних паперових управлінських документів розробляються відповідно до загальної моделі побудови документа, якою визначається формат, корисні площі для розміщення обов'язкових елементів та обмежування для берегів. Така модель називається формуляром-зразком документа і являє собою креслення з розміченими горизонтальними і вертикальними лініями, що утворюють конструкційну сітку. Такий вигляд мають формуляри-зразки більшості управлінських документів, що функціонують у діловодстві України.

### Основні стандарти для документів та діловодства
1. ДСТУ 2732-94 з 1.07.1995. Діловодство та архівна справа. Терміни та визначення.
2. ДСТУ 2394 - 94 з 1.01.1995. Інформація та документація. Терміни та визначення. (скасовано з 01 січня 2018 року)
3. ГОСТ 3.1130 - 93. Загальні вимоги до форм і бланків документів. Київ, Держстандарт, 1996 рік.
4. ДСТУ 4163-2003. Вимоги до оформлювання документів (введено зі скасуванням в Україні УСД ГОСТ 6.38 - 90. Система організаційно-розпорядчої документації. Вимоги до оформлення документів).
5. ДСТУ 3582 - 97 з 1.07.1998. Інформація та документація. Скорочення слів в українській мові. Загальні вимоги та правила.
6. ГОСТ 7.1 - 84. Бібліографічний опис документа. Загальні вимоги і правила складання.
7. ДСТУ 3008 - 95. Документація. Звіти у сфері науки і техніки.

## Склад уніфікованої системи організаційно-розпорядчої документації
1. документація з організаційної системи управління (акт про створення корпорацій, компаній, наказ про створення підприємства, про реорганізацію, про виробниче об'єднання, акт про ліквідацію корпорацій, підприємства та інше);
2. документація з організації процесів управління (посадові інструкції категорій службовців апарату управління, наказ про розподіл обов'язків між керівниками, статути, структури та штатні чисельності, наказ про внесення змін у штатних розкладах апарату управління, правила внутрішнього розпорядку);
3. документація з організації пересування кадрів (реєстраційно-контрольна картка, анкета, наказ про прийняття на роботу, наказ та заява про переведення на іншу роботу, заява про звільнення, наказ про звільнення;
4. документація з оцінки трудової діяльності (подання про заохочення, доповідна записка, пояснювальна записка, наказ про накладання дисциплінарного стягнення).

## Склад уніфікованої системи фінансової документації
1. бухгалтерська документація бюджетних установ та організацій;
2. первинна бухгалтерська документація бюджетних установ і організацій тощо.

## Законодавча регламентація в Україні
Інструкція з діловодства офіційно затверджена Кабінетом Міністрів України в Постанові №-1242 від 30.11.2011 і є обов'язковою для виконання усіма установами на території держави.